# رایتم
رایتم (به هلندی: Ritthem) یک منطقهٔ مسکونی در هلند است که در فلیسینگن واقع شده‌است. رایتم ۱۱٫۰۶ کیلومتر مربع مساحت و ۵۹۰ نفر جمعیت دارد.